# Periodo parlamentario 2011-2016 del Congreso de la República del Perú
El Periodo parlamentario 2011-2016 del Congreso de la República del Perú corresponde a las sesiones legislativas del congreso elegido en las elecciones generales de Perú de 2011. Se instaló el 27 de julio de 2011  y concluyó sus funciones el 26 de julio de 2016.

## Conformación
En el 2010, el presidente Alan García convocó a elecciones generales para abril de 2011. El resultado dio la victoria a Ollanta Humala que fue elegido presidente de la República, más ningún partido logró obtener la mayoría absoluta en el Congreso. Así, la agrupación política Gana Perú del presidente electo obtuvo la mayoría simple con 47 curules de un total de 130. La agrupación fujimorista Fuerza2011 quedó como la segunda fuerza política con 37 curules, mientras que la Alianza Perú Posible del expresidente Alejandro Toledo obtuvo 21 curules. Las demás agrupaciones obtuvieron un participación menor.
No obstante, la composición original de este congreso no se mantuvo hasta el final, pues en múltiples oportunidades diversos congresistas abandonaron la agrupación política por la que fueron elegidos, ya sea para migrar a otras o para conformar una nueva bancada. Por ello, varios analistas políticos han calificado a este periodo como el que ha presentado más casos de tránsfugismo. Al comenzar el periodo, los 4 parlamentarios del Partido Aprista Peruano formaron una bancada bajo el nombre de Concertación Parlamentaria junto al expulsado de Perú Posible, Carlos Bruce y Renzo Reggiardo, que renunció a Solidaridad Nacional. Un año después, en el 2012, la bancada oficialista Gana Perú perdió 4 parlamentarios. Simultáneamente, 5 congresistas acciopopulistas renunciaron a la bancada de Perú Posible para formar el bloque de Acción Popular - Frente Amplio junto a los renunciantes del oficialismo. Al año siguiente, en el 2013, 5 parlamentarios renunciaron la bancada de Perú Posible por discrepancias. Igual lo hicieron 3 de Alianza por el Gran Cambio por pleitos internos. Los 8 en total conformaron una nueva bancada de nombre Unión Regional. Pero renunciaron 2 más a la bancada de Alianza por el Gran Cambio, quedando fraccionado el Congreso después de 2 años.
| \| \| Congreso de la \| \| República del Perú en 2011 \| \|                                                                                |                |
| |                |
| Composición del Congreso luego de las elecciones generales de 2011, esta distribución ha sufrido modificaciones.                           |                |
| 47 Gana Perú 37 Fuerza 2011 21 Alianza Perú Posible 12 Alianza por el Gran Cambio 9 Alianza Solidaridad Nacional 4 Partido Aprista Peruano |                |
| | Congreso de la |
| República del Perú en 2011 |                |

| Composición del Congreso de la República (2011-2016) |

| Agrupación Política          | N.º         |
| ---------------------------- | ----------- |
| Gana Perú                    | 47          |
| Fuerza 2011                  | 37          |
| Alianza Perú Posible         | 21          |
| Alianza por el Gran Cambio   | 12          |
| Alianza Solidaridad Nacional | 9           |
| Partido Aprista Peruano      | 4           |
| Total                        | 130 Curules |

## Composición al 2015
Como consecuencia de los cambios de agrupación política de diversos parlamentarios, para el año 2015 la composición original que tenía el congreso varió significativamente. Así, el partido de gobierno Gana Perú pasó de tener 47 curules a sólo 25, perdiendo la mayoría relativa que ostentaba.
| Composición del Congreso de la República (2015) |

| Fuerza Popular - Fuerza 2011 | 35  | Keiko Fujimori                                 | Héctor Becerril                                               |
| Grupo Parlamentario Nacionalista Gana Perú - Partido Nacionalista Peruano                                                        | 26  | Ollanta Humala                                 | Hugo Carrillo Cavero                                          |
| Dignidad y Democracia - Independientes - Dignidad y Democracia - Movimiento por la Gran Transformación - Bloque Nacional Popular | 12  | Esther Saavedra Natalie Condori                | Juan Pari                                                     |
| Alianza Perú Posible - Perú Posible - Somos Perú - Partido Humanista Peruano                                                     | 11  | Alejandro Toledo Fernando Andrade Yehude Simon | José León Rivera (Titular) Rennan Espinoza Rosales (Alterno)  |
| Concertación Parlamentaria - Partido Aprista Peruano (Célula Parlamentaria Aprista) - Perú Patria Segura - Independientes        | 9   | Alan García Renzo Reggiardo                    | Javier Velásquez Quesquén (Titular) Mauricio Mulder (Alterno) |
| Acción Popular - Frente Amplio - Acción Popular - Frente Amplio - Partido Socialista - Independientes                            | 8   | Mesías Guevara Rosa Mavila                     | Rosa Mavila (Titular) Leonardo Inga Vásquez (Alterno)         |
| Alianza Solidaridad Nacional - Solidaridad Nacional - Unión por el Perú                                                          | 7   | Luis Castañeda Lossio José Vega                | Virgilio Acuña                                                |
| PPC-APP - Alianza para el Progreso - Partido Popular Cristiano                                                                   | 7   | César Acuña Raúl Castro Stagnaro               | Alberto Beingolea                                             |
| Unión Regional - Restauración Nacional - Independientes                                                                          | 6   | Humberto Lay                                   | Mariano Portugal                                              |
| Sin Bancada* | 9   | -                                              | -                                                             |
| Total: | 130 |                                                |                                                               |
| Fuente: Oficina Nacional de Procesos Electorales                                                                                 |     |                                                |                                                               |
| No considerados como bancadas (Menos de 6 miembros)                                                                              |     |                                                |                                                               |

## Relaciones con el Poder Ejecutivo

### Votos de confianza al Consejo de Ministros

#### Gabinete Lerner
| Salomón Lerner Ghitis (Independiente) | 25 de agosto de 2011 Mayoría requerida: Simple | Sí   | 46 |    | 18 | 12 | 8 | 6 | 90/130 |  |  |  |  |
| Salomón Lerner Ghitis (Independiente) | 25 de agosto de 2011 Mayoría requerida: Simple | No   |    |    |    |    |   |   | 0/130  |  |  |  |  |
| Salomón Lerner Ghitis (Independiente) | 25 de agosto de 2011 Mayoría requerida: Simple | Abs. |    | 33 |    |    |   |   | 33/130 |  |  |  |  |
| Salomón Lerner Ghitis (Independiente) | 25 de agosto de 2011 Mayoría requerida: Simple | Bla. | 1  |    |    |    |   |   | 1/130  |  |  |  |  |
| Salomón Lerner Ghitis (Independiente) | 25 de agosto de 2011 Mayoría requerida: Simple | Aus. |    | 3  | 3  |    |   |   | 6/130  |  |  |  |  |
| |                                                |      |    |    |    |    |   |   |        |  |  |  |  |
| Fuente: |                                                |      |    |    |    |    |   |   |        |  |  |  |  |
| Notas: - El presidente del Congreso, Daniel Abugattás ( Gana Perú ), no votó. - La congresista Martha Chávez ( Fuerza 2011 ) se encontraba suspendida. Se la considera como ausente. |                                                |      |    |    |    |    |   |   |        |  |  |  |  |
| Notas: |                                                |      |    |    |    |    |   |   |        |  |  |  |  |
| - El presidente del Congreso, Daniel Abugattás (Gana Perú), no votó. - La congresista Martha Chávez (Fuerza 2011) se encontraba suspendida. Se la considera como ausente.            |                                                |      |    |    |    |    |   |   |        |  |  |  |  |

#### Gabinete Valdés
| Óscar Valdés Dancuart (Independiente) | 5 de enero de 2012 Mayoría requerida: Simple | Sí   | 34 |    | 17 | 10 | 7 | 3 | 71/130 |  |  |  |  |
| Óscar Valdés Dancuart (Independiente) | 5 de enero de 2012 Mayoría requerida: Simple | No   |    |    |    |    |   |   | 0/130  |  |  |  |  |
| Óscar Valdés Dancuart (Independiente) | 5 de enero de 2012 Mayoría requerida: Simple | Abs. |    | 32 |    |    |   | 2 | 34/130 |  |  |  |  |
| Óscar Valdés Dancuart (Independiente) | 5 de enero de 2012 Mayoría requerida: Simple | Bla. | 1  |    | 2  |    |   |   | 3/130  |  |  |  |  |
| Óscar Valdés Dancuart (Independiente) | 5 de enero de 2012 Mayoría requerida: Simple | Aus. | 12 | 3  | 3  | 2  | 1 | 1 | 22/130 |  |  |  |  |
| |                                              |      |    |    |    |    |   |   |        |  |  |  |  |
| Fuente: |                                              |      |    |    |    |    |   |   |        |  |  |  |  |
| Notas: - El presidente del Congreso, Daniel Abugattás ( Gana Perú ), no votó. - Los congresistas Celia Anicama ( Gana Perú ), Omar Chehade ( Gana Perú ) y Amado Romero Rodríguez ( Gana Perú ) se encontraban suspendidos. Se les considera como ausentes. |                                              |      |    |    |    |    |   |   |        |  |  |  |  |
| Notas: |                                              |      |    |    |    |    |   |   |        |  |  |  |  |
| - El presidente del Congreso, Daniel Abugattás (Gana Perú), no votó. - Los congresistas Celia Anicama (Gana Perú), Omar Chehade (Gana Perú) y Amado Romero Rodríguez (Gana Perú) se encontraban suspendidos. Se les considera como ausentes.                |                                              |      |    |    |    |    |   |   |        |  |  |  |  |

#### Gabinete Jiménez
| Presidente del Consejo de Ministros                             | Fecha de votación                              | Voto |    |    |   |    |   | CP |   | N.A. | Total  |
| --------------------------------------------------------------- | ---------------------------------------------- | ---- | -- | -- | - | -- | - | -- | - | ---- | ------ |
| Juan Jiménez Mayor (Independiente)                              | 21 de agosto de 2012 Mayoría requerida: Simple | Sí   | 37 |    | 8 | 12 | 7 |    | 9 |      | 73/130 |
| Juan Jiménez Mayor (Independiente)                              | 21 de agosto de 2012 Mayoría requerida: Simple | No   |    | 33 |   |    |   | 5  |   |      | 38/130 |
| Juan Jiménez Mayor (Independiente)                              | 21 de agosto de 2012 Mayoría requerida: Simple | Abs. |    |    |   |    |   | 1  | 1 |      | 2/130  |
| Notas: - El presidente del Congreso, Fredy Otárola votó a favor |                                                |      |    |    |   |    |   |    |   |      |        |

#### Gabinete Villanueva
| Presidente del Consejo de Ministros                             | Fecha de votación                                 | Voto |    |    |   |   |   | CP |   | UR | N.A. | Total  |
| --------------------------------------------------------------- | ------------------------------------------------- | ---- | -- | -- | - | - | - | -- | - | -- | ---- | ------ |
| César Villanueva (Independiente)                                | 21 de noviembre de 2013 Mayoría requerida: Simple | Sí   | 39 |    | 5 | 5 | 7 |    | 9 | 7  | 1    | 73/130 |
| César Villanueva (Independiente)                                | 21 de noviembre de 2013 Mayoría requerida: Simple | No   |    | 34 |   |   |   | 5  |   |    |      | 39/130 |
| César Villanueva (Independiente)                                | 21 de noviembre de 2013 Mayoría requerida: Simple | Abs. |    |    |   |   |   |    | 1 |    |      | 1/130  |
| Notas: - El presidente del Congreso, Fredy Otárola votó a favor |                                                   |      |    |    |   |   |   |    |   |    |      |        |

#### Gabinete Cornejo
| Presidente del Consejo de Ministros                                                         | Fecha de votación                             | Voto |    |    |   |   |   | CP |   | UR | N.A. | Total  |
| ------------------------------------------------------------------------------------------- | --------------------------------------------- | ---- | -- | -- | - | - | - | -- | - | -- | ---- | ------ |
| René Cornejo (Independiente)                                                                | 14 de marzo de 2014 Mayoría requerida: Simple | Sí   | 39 |    | 7 |   |   |    | 1 |    |      | 47/130 |
| René Cornejo (Independiente)                                                                | 14 de marzo de 2014 Mayoría requerida: Simple | No   |    |    |   |   |   |    |   |    |      | 0/130  |
| René Cornejo (Independiente)                                                                | 14 de marzo de 2014 Mayoría requerida: Simple | Abs. |    | 34 | 1 | 6 | 7 | 6  | 9 | 7  | 1    | 71/130 |
| René Cornejo (Independiente)                                                                | 14 de marzo de 2014 Mayoría requerida: Simple | Sí   | 34 |    | 7 |   |   |    | 1 |    |      | 42/130 |
| René Cornejo (Independiente)                                                                | 14 de marzo de 2014 Mayoría requerida: Simple | No   | 6  |    |   |   |   |    |   |    |      | 6/130  |
| René Cornejo (Independiente)                                                                | 14 de marzo de 2014 Mayoría requerida: Simple | Abs. |    | 34 | 1 | 6 | 8 | 6  | 9 | 8  | 1    | 73/130 |
| René Cornejo (Independiente)                                                                | 17 de marzo de 2014 Mayoría requerida: Simple | Sí   | 41 |    | 9 | 7 | 1 |    | 1 | 6  | 1    | 66/130 |
| René Cornejo (Independiente)                                                                | 17 de marzo de 2014 Mayoría requerida: Simple | No   |    | 36 |   |   |   | 6  | 9 | 1  |      | 52/130 |
| René Cornejo (Independiente)                                                                | 17 de marzo de 2014 Mayoría requerida: Simple | Abs. | 1  |    |   |   | 7 |    |   | 1  |      | 9/130  |
| Notas: - El presidente del Congreso, Fredy Otárola votó en la segunda y tercera oportunidad |                                               |      |    |    |   |   |   |    |   |    |      |        |

#### Gabinete Jara
| Presidenta del Consejo de Ministros | Fecha de votación                              | Voto |     |    |    |   |   | CP |   | UR | DyD | N.A. | Total  |
| --- | ---------------------------------------------- | ---- | --- | -- | -- | - | - | -- | - | -- | --- | ---- | ------ |
| Ana Jara (Gana Perú) | 21 de agosto de 2014 Mayoría requerida: Simple | Sí   | 33  |    | 10 |   |   |    |   |    |     |      | 43/130 |
| Ana Jara (Gana Perú) | 21 de agosto de 2014 Mayoría requerida: Simple | No   |     |    |    |   |   |    |   |    |     | 1    | 1/130  |
| Ana Jara (Gana Perú) | 21 de agosto de 2014 Mayoría requerida: Simple | Abs. |     | 32 |    | 6 | 3 | 6  | 6 | 3  | 6   | 1    | 63/130 |
| Ana Jara (Gana Perú) | 22 de agosto de 2014 Mayoría requerida: Simple | Sí   | 32  |    | 11 |   | 5 | 1  | 2 | 3  |     |      | 54/130 |
| Ana Jara (Gana Perú) | 22 de agosto de 2014 Mayoría requerida: Simple | No   |     |    |    |   | 1 |    | 1 |    |     | 1    | 3/130  |
| Ana Jara (Gana Perú) | 22 de agosto de 2014 Mayoría requerida: Simple | Abs. |     | 30 |    | 6 | 1 | 7  | 5 | 2  | 6   | 1    | 58/130 |
| Ana Jara (Gana Perú) | 26 de agosto de 2014 Mayoría requerida: Simple | Sí   | 35* |    | 10 |   | 5 | 1  | 2 | 2  |     |      | 55/130 |
| Ana Jara (Gana Perú) | 26 de agosto de 2014 Mayoría requerida: Simple | No   |     | 31 |    |   | 2 | 7  | 5 | 2  | 6   | 1    | 54/130 |
| Ana Jara (Gana Perú) | 26 de agosto de 2014 Mayoría requerida: Simple | Abs. |     |    |    |   |   |    |   |    |     |      | 0/130  |
| Notas: - La presidenta del Congreso, Ana María Solórzano, votó en las 3 oportunidades a favor del gabinete *En la tercera votación, la presidenta utiliza el voto dirimente, a favor del gabinete |                                                |      |     |    |    |   |   |    |   |    |     |      |        |

#### Gabinete Cateriano
| Presidenta del Consejo de Ministros                                    | Fecha de votación                             | Voto |    |    |   |   |   | CP |   | UR | DyD | N.A. | Total  |
| ---------------------------------------------------------------------- | --------------------------------------------- | ---- | -- | -- | - | - | - | -- | - | -- | --- | ---- | ------ |
| Pedro Cateriano (Independiente)                                        | 27 de abril de 2015 Mayoría requerida: Simple | Sí   | 32 |    | 9 | 6 | 7 | 5  | 6 | 4  |     | 3    | 73/130 |
| Pedro Cateriano (Independiente)                                        | 27 de abril de 2015 Mayoría requerida: Simple | No   |    |    |   |   |   |    | 3 |    | 7   |      | 10/130 |
| Pedro Cateriano (Independiente)                                        | 27 de abril de 2015 Mayoría requerida: Simple | Abs. |    | 32 |   |   |   | 3  |   | 1  | 3   |      | 39/130 |
| Notas: - La presidenta del Congreso, Ana María Solórzano, votó a favor |                                               |      |    |    |   |   |   |    |   |    |     |      |        |

### Interpelaciones a Ministros de Estado
| Fecha                        | Ministro                                                  | Tema                                                        |
| ---------------------------- | --------------------------------------------------------- | ----------------------------------------------------------- |
| 9 de abril de 2012           | Daniel Lozada Casapia (Interior)                          | Servicio policial voluntario                                |
| 16 de agosto de 2012         | Patricia Salas O'Brien (Educación)                        | Ley de Reforma Magisterial                                  |
| 12 de abril de 2013          | Juan Jiménez Mayor (Presidencia del Consejo de Ministros) | Seguridad Ciudadana                                         |
| 13 de junio de 2013          | Gladys Triveño Chan Jan (Producción)                      | Pesca de anchoveta                                          |
| 1 de agosto de 2013          | Pedro Cateriano Bellido (Defensa)                         | Sucesos ocurridos Kepashiato                                |
| 15 de agosto de 2013         | Wilfredo Pedraza Sierra (Interior)                        | Fuga de reclusos                                            |
| 3 de octubre de 2013         | Midori de Habich Rospigliosi (Salud)                      | Huelga médica, críticas a su gestión                        |
| 7 de enero de 2014           | Pedro Cateriano Bellido (Defensa)                         | Temas de gestión y caso López Meneses                       |
| 8 de mayo de 2014            | Midori de Habich Rospigliosi (Salud)                      | Contratación de médicos cubanos                             |
| 8 de mayo de 2014            | Ana Jara Velásquez (Trabajo y Promoción del Empleo)       | Contratación de médicos cubanos                             |
| 8 de mayo de 2014            | Walter Albán (Interior)                                   | Irregularidades en la Oficina Nacional de Gobierno Interior |
| 12 y 22 de setiembre de 2014 | Eleodoro Mayorga Alba (Energía y Minas)                   | Caso Interoil                                               |
| 22 de octubre de 2014        | Midori de Habich Rospigliosi (Salud)                      | Huelga médica                                               |
| 23 de octubre de 2014        | Daniel Elera (Interior)                                   | Seguridad ciudadana                                         |
| 11 de diciembre de 2014      | Daniel Figallo Rivadeneyra (Justicia y Derechos Humanos)  | Caso Belaunde Lossio                                        |
| 13 de octubre de 2015        | Gustavo Adrianzén Olaya (Justicia y Derechos Humanos)     | Destitución de la procuradora Julia Príncipe                |

### Censuras a Ministros de Estado
| Fecha               | Ministro                                                  | Votación | Votación | Votación   |
| Fecha               | Ministro                                                  | Sí       | No       | Abstención |
| ------------------- | --------------------------------------------------------- | -------- | -------- | ---------- |
| 30 de marzo de 2015 | Ana Jara Velásquez (Presidencia del Consejo de Ministros) | 72       | 42       | 2          |

## Comisiones

### Comisiones Ordinarias
Periodo Anual de Sesiones 2014-2015
| Nº | Comisión | Presidente                        | Vice Presidente               |
| 1  | Comisión Ordinaria Agraria                                                                                           | Wuilian Monterola (UN)            | Claudia Coari Mamani (DD)     |
| 2  | Comisión Ordinaria de Ciencia, Innovación Y Tecnología                                                               | Eduardo Cabrera Ganoza (FP)       | Hernán de la Torre (PNP)      |
| 3  | Comisión Ordinaria de Comercio Exterior y Turismo                                                                    | Renzo Reggiardo (CP)              | Ángel Neyra Olaychea (FP)     |
| 4  | Comisión Ordinaria de Constitución y Reglamento                                                                      | Cristóbal Llatas Altamirano (PNP) | Rosa Mavila (AP-FA)           |
| 5  | Comisión Ordinaria de Cultura y Patrimonio Cultural                                                                  | Alejandro Aguinaga (FP)           | Hugo Carrillo Cavero (PNP)    |
| 6  | Comisión Ordinaria de Defensa del Consumidor y Organismos Reguladores de los Servicios Públicos                      | Justiniano Apaza (PNP)            | Freddy Sarmiento (FP)         |
| 7  | Comisión Ordinaria de Defensa Nacional, Orden Interno, Desarrollo Alternativo Y Lucha Contra las Drogas              | Manuel Zerillo Bazalar (PNP)      | Mariano Portugal (UR)         |
| 8  | Comisión Ordinaria de Descentralización, Regionalización, Gobiernos Locales y Modernización de la Gestión del Estado | Manuel Dammert (AP-FA)            | Antonio Medina Ortiz (FP)     |
| 9  | Comisión Ordinaria de Economía, Banca, Finanzas e Inteligencia Financiera                                            | Casio Huaire Chuquichaico (PP)    | Jhon Reynaga (PNP)            |
| 10 | Comisión Ordinaria de Educación, Juventud y Deporte                                                                  | Daniel Mora Zevallos (PP)         | José Elías Ávalos (FP)        |
| 11 | Comisión Ordinaria de Energía y Minas                                                                                | Ruben Coa Aguilar (PNP)           | Elías Rodríguez (CP)          |
| 12 | Comisión Ordinaria de Fiscalización y Contraloría                                                                    | Enrique Wong (SN)                 | Yehude Simon (PP)             |
| 13 | Comisión Ordinaria de Inclusión Social y Personas con Discapacidad                                                   | Wilder Ruiz Loayza (PNP)          | Gian Carlo Vacchelli (FP)     |
| 14 | Comisión Ordinaria de Inteligencia                                                                                   | César Yrupailla Montes (PNP)      | Luz Salgado (FP)              |
| 15 | Comisión Ordinaria de Justicia y Derechos Humanos                                                                    | Juan Carlos Eguren (PPC-APP)      | Heriberto Benítez (-)         |
| 16 | Comisión Ordinaria de Mujer y Familia                                                                                | María Cordero Jon Tay (FP)        | Doris Oseda Soto (PNP)        |
| 17 | Comisión Ordinaria de Presupuesto y Cuenta General de la República                                                   | Rubén Condori (PNP)               | Rolando Reátegui (FP)         |
| 18 | Comisión Ordinaria de Producción, Micro y Pequeña Empresa y Cooperativas                                             | Héctor Becerril (FP)              | José Urquizo Maggia (PNP)     |
| 19 | Comisión Ordinaria de Pueblos Andinos, Amazónicos y Afroperuanos, Ambiente y Ecología                                | Federico Pariona (FP)             | Eduardo Nayap Kinin (PNP)     |
| 20 | Comisión Ordinaria de Relaciones Exteriores                                                                          | Lourdes Alcorta (CP)              | Marisol Pérez Tello (PPC-APP) |
| 21 | Comisión Ordinaria de Salud y Población                                                                              | José Elías Ávalos (FP)            | Eduardo Nayap Kinin (PNP)     |
| 22 | Comisión Ordinaria de Trabajo y Seguridad Social                                                                     | Martha Chávez (FP)                | Yonhy Lescano (AP-FA)         |
| 23 | Comisión Ordinaria de Transportes y Comunicaciones                                                                   | Doris Oseda Soto (PNP)            | Víctor Crisólogo (PP)         |
| 24 | Comisión Ordinaria de Vivienda y Construcción                                                                        | Yonhy Lescano (AP-FA)             | Carlos Bruce (CP)             |

### Comisiones Investigadoras
| Nº | Comisión | Presidente               | Vice Presidente       |
| 1  | Comisión Investigadora encargada de investigar las presuntas irregularidades y actos de corrupción en la región Ancash y su relación con la existencia de mafias y crimen organizado infiltrados en los órganos de gobierno e instancias del Estado | Mesías Guevara (AP-FA)   | Juan Pari (DD)        |
| 2  | Comisión Investigadora encargada de verificar la exsistencia de los vínculos que aún mantiene Oscar López Meneses en el Estado y la existencia de otras organizaciones de mafias y crimen organizado afectando las funciones del Estado y perturbando el normal funcionamiento de las instituciones del país | Juan José Díaz Dios (FP) | Cecilia Tait (UR)     |
| 3  | Comisión Investigadora sobre el proceso de transferencia de terrenos de propiedad del estado, con el fin de determinar, entre, otros la regularidad del proceso de transferencia del hospital “Hermilio Valdizán” y de inmuebles de la Fundación por los Niños del Perú; se investigue los nexos del empresario Rodolfo Orellana Rengifo con altos funcionarios del Estado, con cuya presunta colaboración o anuencia hubiera obtenido beneficios relacionados con la presunta apropiación de bienes estatales, públicos o privados; así como los casos de presuntas apropiaciones ilícitas que habría realizado u obtenido, valiéndose de contactos, redes o nexos con funcionarios públicos del Estado; y de actividades relacionadas al crimen organizado | Vicente Zeballos (SN)    | Teófilo Gamarra (PNP) |

### Comisión de Ética Parlamentaria
| Nº | Comisión                        | Presidente        | Vice Presidente  |
| 1  | Comisión de Ética Parlamentaria | Humberto Lay (UN) | Daniel Mora (PP) |

### Comisión de Levantamiento de Inmunidad Parlamentaria
| Nº | Comisión                                             | Presidente                  | Vice Presidente       |
| 1  | Comisión de Levantamiento de Inmunidad Parlamentaria | Martín Rivas Teixeira (PNP) | José León Rivera (PP) |

### Subcomisiones
| Nº | Comisión                                    | Presidente         | Vice Presidente     |
| 1  | Subcomisión de Acusaciones Constitucionales | Marco Falconí (UR) | Esther Capuñay (SN) |

## Mesas directivas

### 2011-2012
| Cargo                   | Nombre                 | Partido                      |
| ----------------------- | ---------------------- | ---------------------------- |
| Presidencia             | Daniel Abugattás       | Gana Perú                    |
| Primera Vicepresidencia | Manuel Merino          | Alianza Perú Posible         |
| Segunda Vicepresidencia | Yehude Simon           | Alianza por el Gran Cambio   |
| Tercera Vicepresidencia | Michael Urtecho Medina | Alianza Solidaridad Nacional |

### 2012-2013
| Cargo                   | Nombre                | Partido                      |
| ----------------------- | --------------------- | ---------------------------- |
| Presidencia             | Víctor Isla Rojas     | Gana Perú                    |
| Primera Vicepresidencia | Marco Falconí Picardo | Alianza Parlamentaria        |
| Segunda Vicepresidencia | Juan Carlos Eguren    | Alianza por el Gran Cambio   |
| Tercera Vicepresidencia | José Luna Gálvez      | Alianza Solidaridad Nacional |

| Cargo                   | Nombre               | Partido                    |
| ----------------------- | -------------------- | -------------------------- |
| Presidencia             | Luisa María Cuculiza | Fuerza 2011                |
| Primera Vicepresidencia | Carlos Bruce         | Concertación Parlamentaria |
| Segunda Vicepresidencia | Luciana León         | Concertación Parlamentaria |
| Tercera Vicepresidencia | Antonio Medina Ortiz | Fuerza 2011                |

### 2013-2014
| Cargo                   | Nombre           | Partido                      |
| ----------------------- | ---------------- | ---------------------------- |
| Presidencia             | Fredy Otárola    | Gana Perú                    |
| Primera Vicepresidencia | Carmen Omonte    | Alianza Perú Posible         |
| Segunda Vicepresidencia | Luis Iberico     | Alianza por el Gran Cambio   |
| Tercera Vicepresidencia | José Luna Gálvez | Alianza Solidaridad Nacional |

| Cargo                   | Nombre                | Partido     |
| ----------------------- | --------------------- | ----------- |
| Presidencia             | Octavio Salazar       | Fuerza 2011 |
| Primera Vicepresidencia | Leyla Chihuán         | Fuerza 2011 |
| Segunda Vicepresidencia | Jesús Hurtado Zamudio | Fuerza 2011 |
| Tercera Vicepresidencia | Juan José Díaz Dios   | Fuerza 2011 |

### 2014-2015
| Cargo                   | Nombre                   | Partido                      |
| ----------------------- | ------------------------ | ---------------------------- |
| Presidencia             | Ana María Solórzano      | Gana Perú                    |
| Primera Vicepresidencia | Modesto Julca Jara       | Alianza Perú Posible         |
| Segunda Vicepresidencia | Norman Lewis del Alcázar | Unión Regional               |
| Tercera Vicepresidencia | Esther Capuñay           | Alianza Solidaridad Nacional |

| Cargo                   | Nombre                   | Partido                    |
| ----------------------- | ------------------------ | -------------------------- |
| Presidencia             | Javier Bedoya de Vivanco | PPC-APP                    |
| Primera Vicepresidencia | Joaquín Ramírez          | Fuerza 2011                |
| Segunda Vicepresidencia | Cecilia Tait             | Unión Regional             |
| Tercera Vicepresidencia | Rosa Núñez               | Concertación Parlamentaria |

### 2015-2016
| Cargo                   | Nombre           | Partido               |
| ----------------------- | ---------------- | --------------------- |
| Presidencia             | Luis Iberico     | PPC-APP               |
| Primera Vicepresidencia | Natalie Condori  | Dignidad y Democracia |
| Segunda Vicepresidencia | Mariano Portugal | Unión Regional        |
| Tercera Vicepresidencia | Luis Galarreta   | PPC-APP               |

| Cargo                   | Nombre                | Partido                        |
| ----------------------- | --------------------- | ------------------------------ |
| Presidencia             | Vicente Zeballos      | Alianza Solidaridad Nacional   |
| Primera Vicepresidencia | Leonardo Inga Vásquez | Acción Popular - Frente Amplio |
| Segunda Vicepresidencia | Justiniano Apaza      | Dignidad y Democracia          |
| Tercera Vicepresidencia | Tito Valle Ramírez    | Alianza Perú Posible           |